# 파라다이스 (2016년 영화)
파라다이스(Ray , Paradise)는 러시아 연방에서 제작된 안드레이 콘찰로프스키 감독의 2016년 드라마 영화이다. 율리야 비소츠카야 등이 주연으로 출연하였다.

## 출연

### 주연
- 율리야 비소츠카야
- 필립페 듀쿠에스네
- 피터 쿠스

### 조연
- 빅토르 슈크호루코브
- 캐롤라인 피에트